# Tourismusstraße Richard Löwenherz
Die gut 200 Kilometer lange französische Tourismusstraße Richard Löwenherz (französisch Route Richard-Cœur-de-Lion) verläuft in den Départements Charente, Corrèze, Dordogne und Haute-Vienne. Sie berührt auf ihrem Verlauf eine römische Stadt sowie zahlreiche mittelalterliche Sehenswürdigkeiten, darunter Burgen, Kirchen und Schlösser.

## Beschreibung

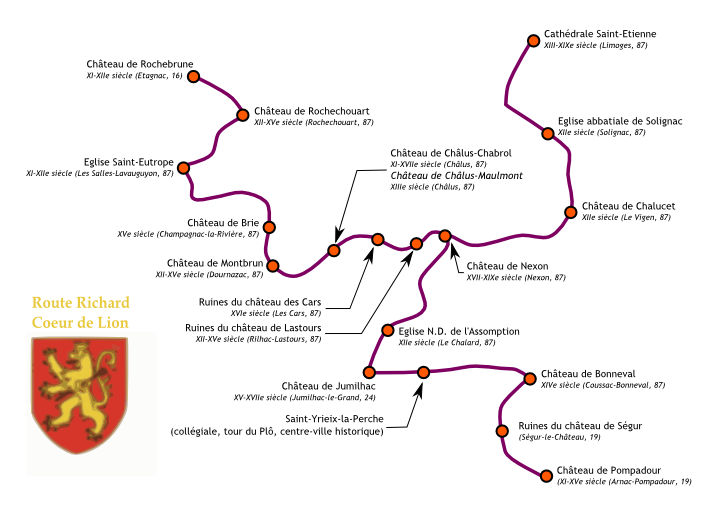
Routenverlauf der Tourismusstraße

Die Tourismusstraße Richard Löwenherz durchzieht das Grenzgebiet zwischen Périgord und Limousin. Sie besteht aus drei Ästen. Der erste Ast geht vom Schloss Rochebrune (bei Étagnac) im Département Charente aus, der zweite von Arnac-Pompadour im Département Corrèze und der dritte von Limoges im Département Haute-Vienne. Die drei Äste treffen in Nexon in der Haute-Vienne zusammen. Entlang der Straße liegen 23 Stätten und Monuments historiques. Durchquert werden bemerkenswerte Landschaften mit ihren zahlreichen Reichtümern. Die Straße wurde nach dem englischen König Richard Löwenherz benannt, der in Châlus im Jahr 1199 bei einer Belagerung der Burg Châlus-Chabrol den Tod fand.

## Routenverlauf

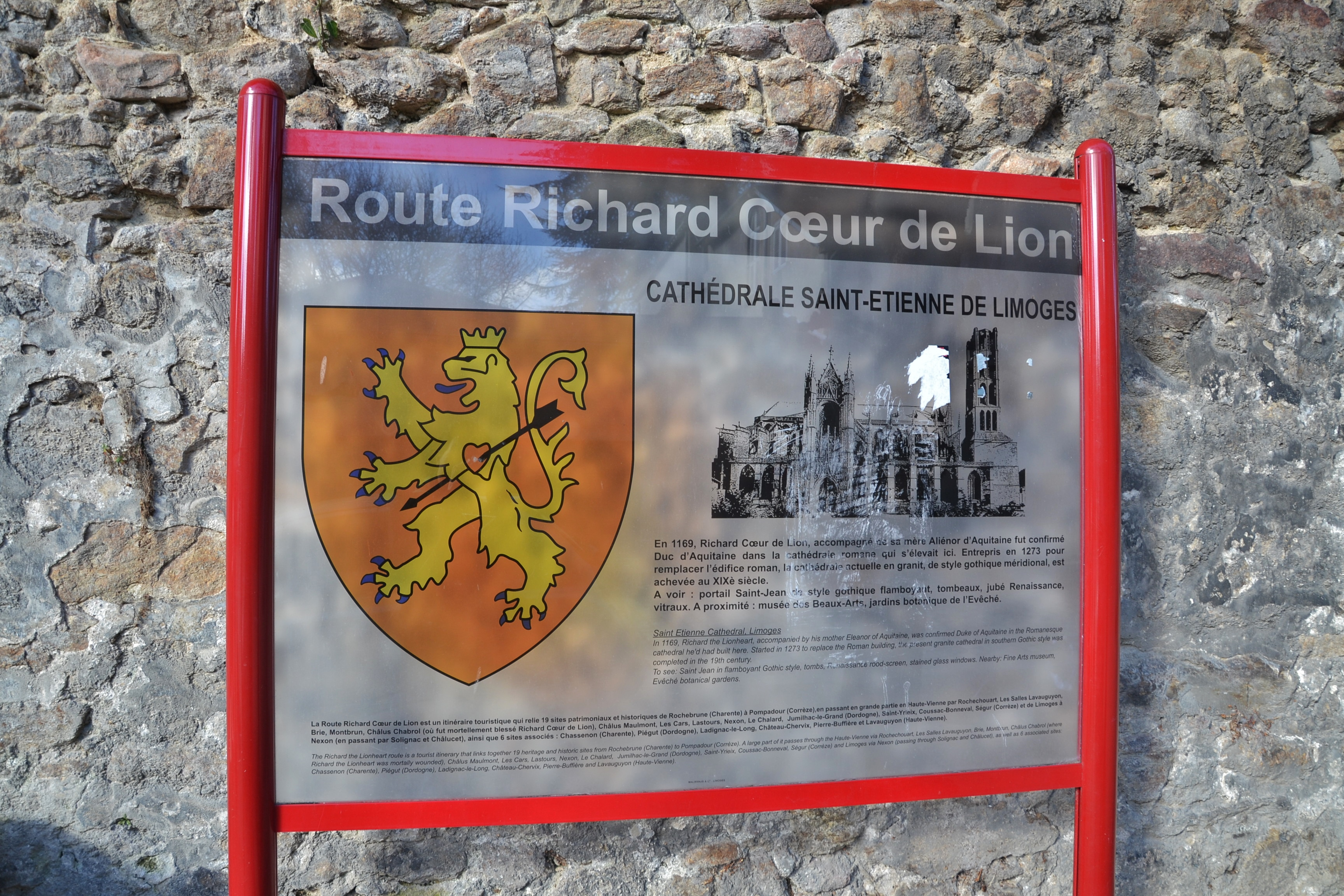
Routenhinweistafel an der Kathedrale von Limoges

### Erster Ast
- Département Charente:
  - Étagnac mit dem im 11. Jahrhundert gegründeten Schloss Rochebrune
  - Chassenon mit der Römersiedlung Cassinomagus – 1. bis 4. Jahrhundert
- Département Haute-Vienne:
  - Rochechouart mit Schloss Rochechouart – 12. Jahrhundert
  - Les Salles-Lavauguyon mit Kirche Saint-Eutrope – 12. Jahrhundert
  - Saint-Mathieu mit gleichnamiger Kirche – 12. Jahrhundert
  - Cussac mit heiliger Quelle von La Mazaurie
  - Champagnac-la-Rivière mit Schloss Brie – 15. Jahrhundert
  - Dournazac mit Burg Montbrun – 12. Jahrhundert
  - Châlus mit Burg Châlus-Chabrol und Burg Châlus-Maulmont – 11. und 13. Jahrhundert
  - Les Cars mit Bur Les Cars – 16. Jahrhundert
  - Rilhac-Lastours mit Burg Lastours – 10. Jahrhundert
  - Nexon mit Schloss Nexon – 17. Jahrhundert

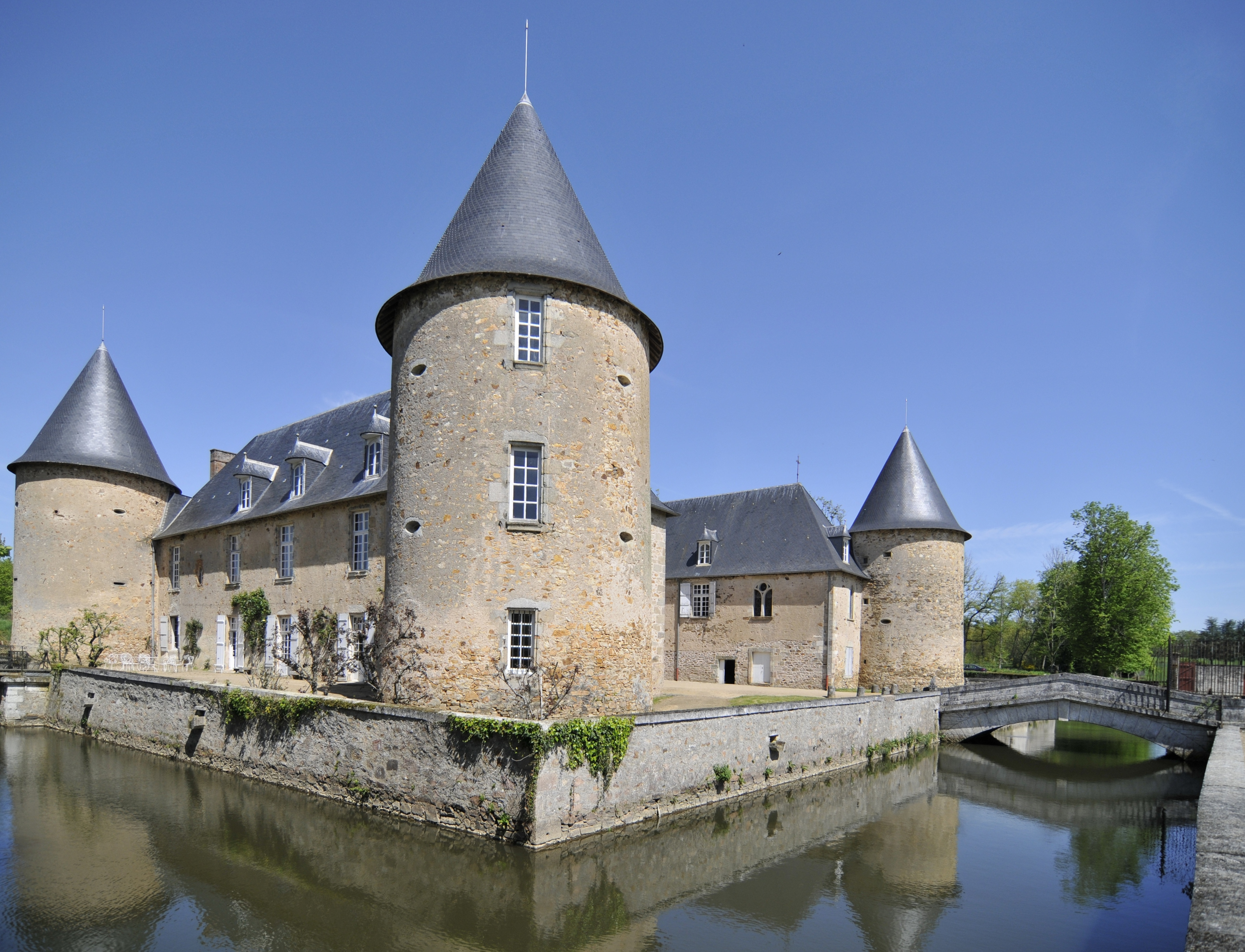
Das Schloss Rochebrune
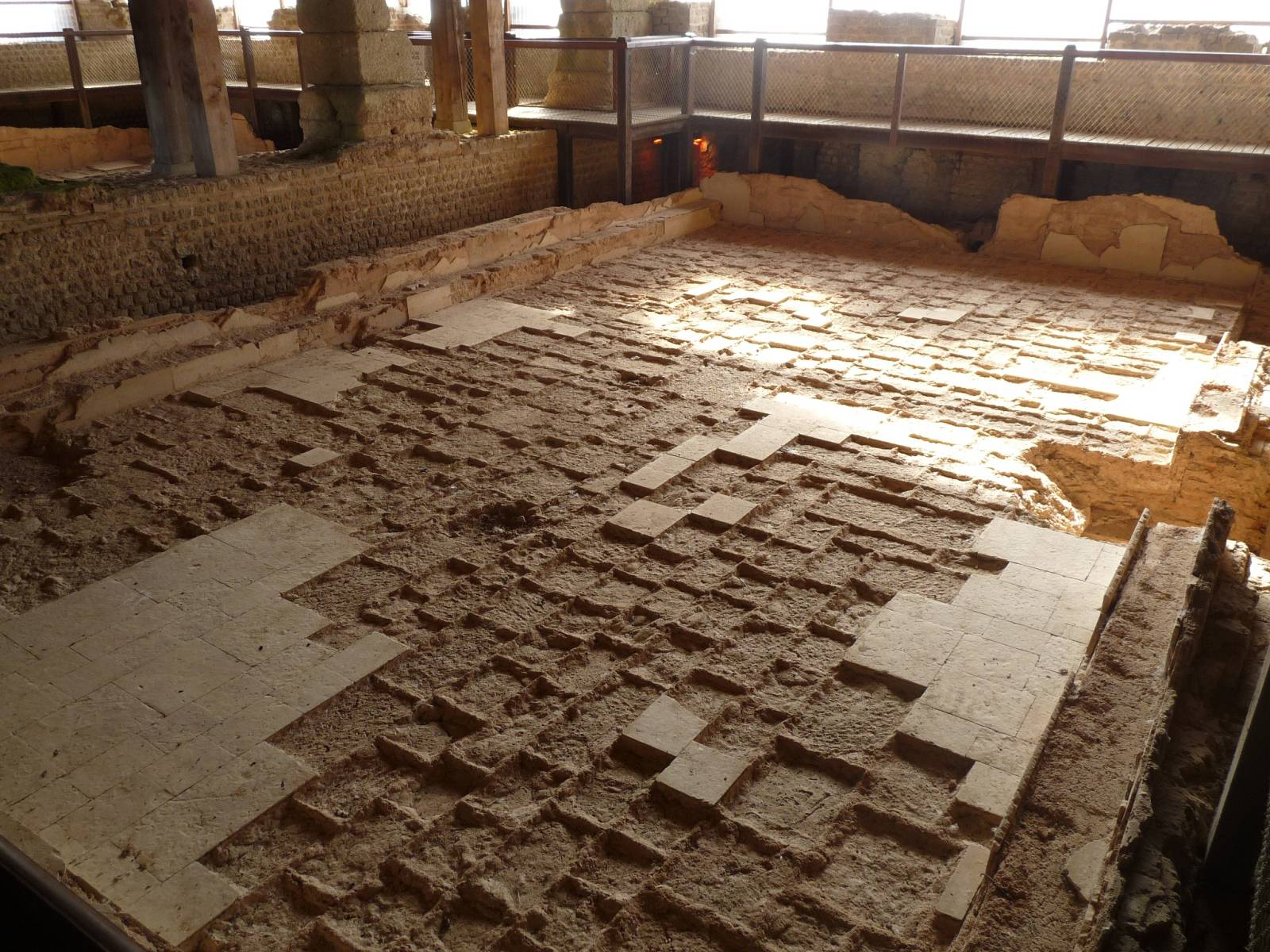
Östliches Warmwasserbecken von Cassinomagus
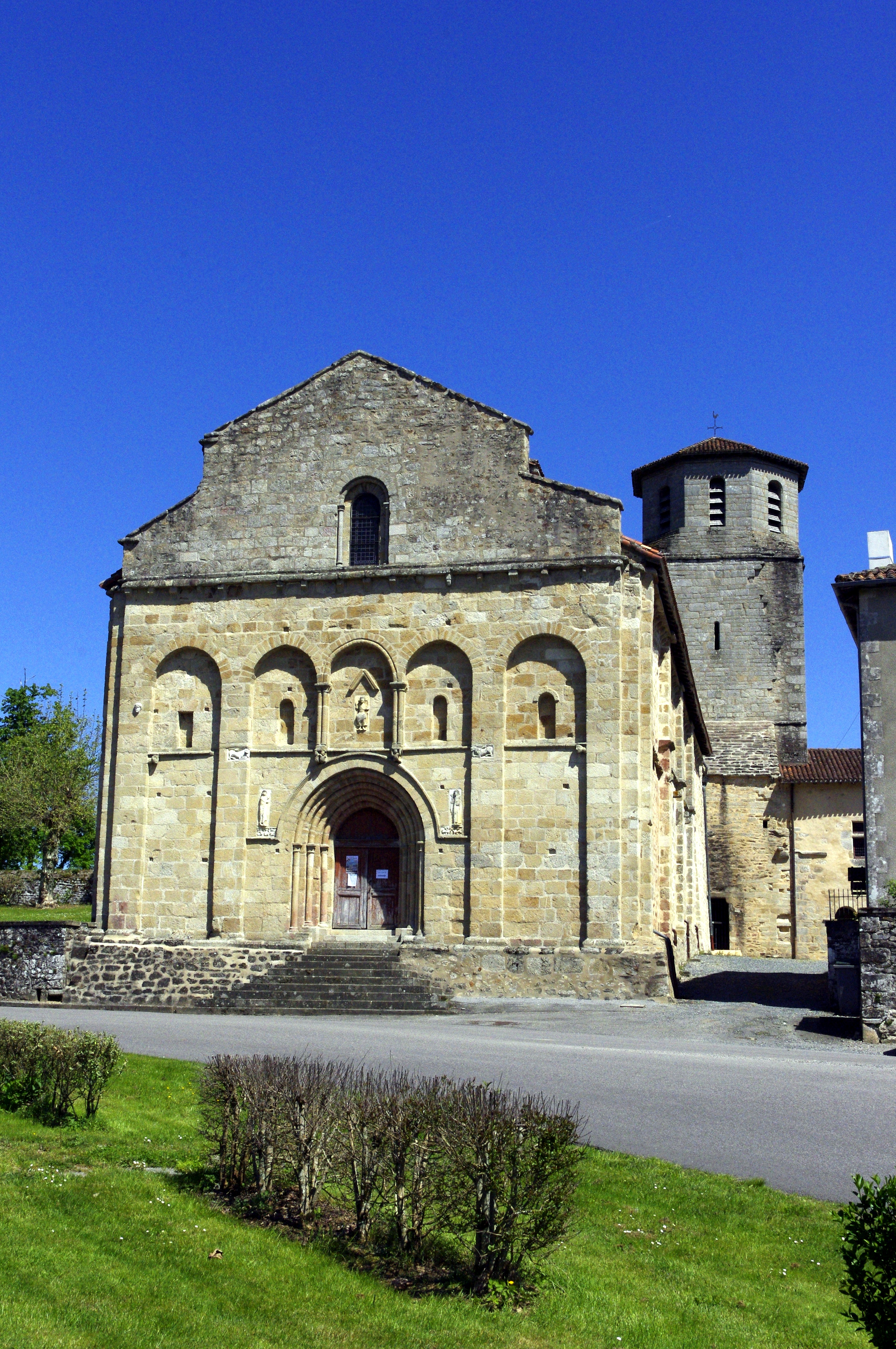
Die Kirche Saint-Eutrope in Les Salles
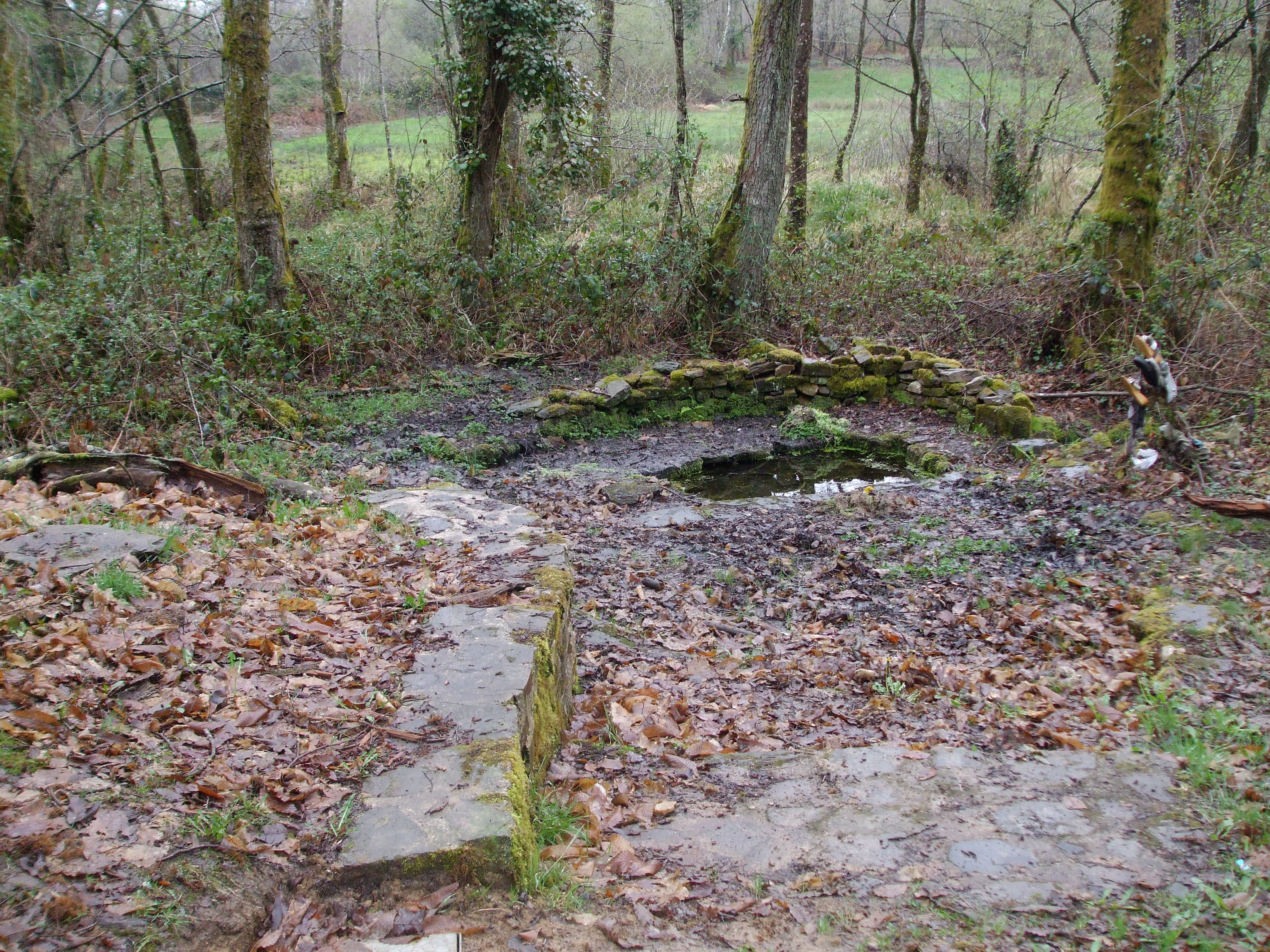
Heilige Quelle von La Mazaurie bei Cussac
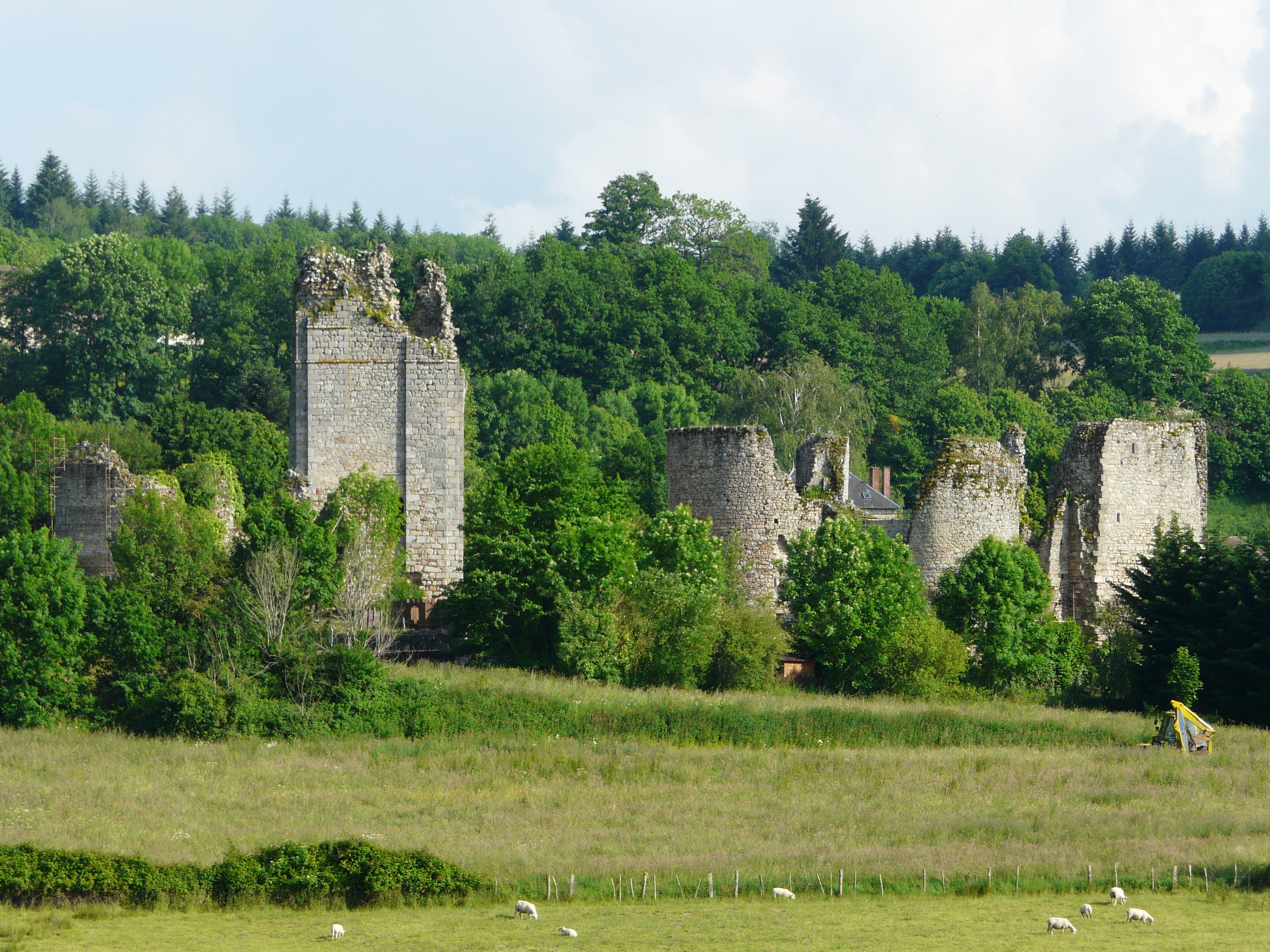
Burgruine Lastours
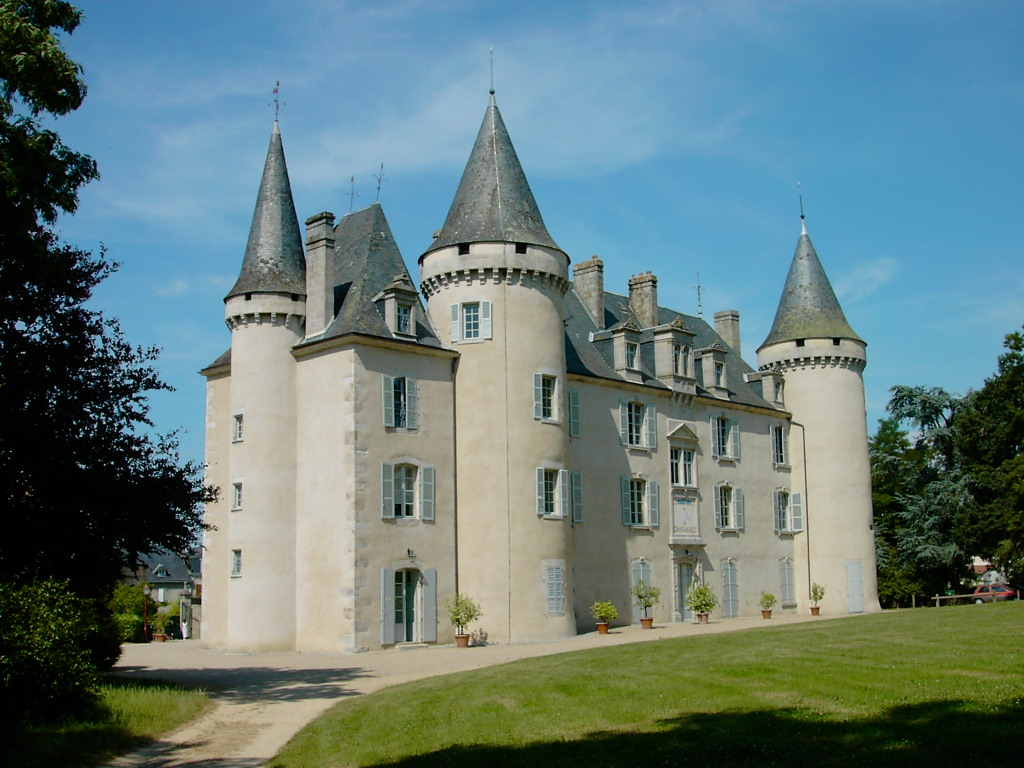
Schloss Nexon

### Zweiter Ast
- Département Corrèze:

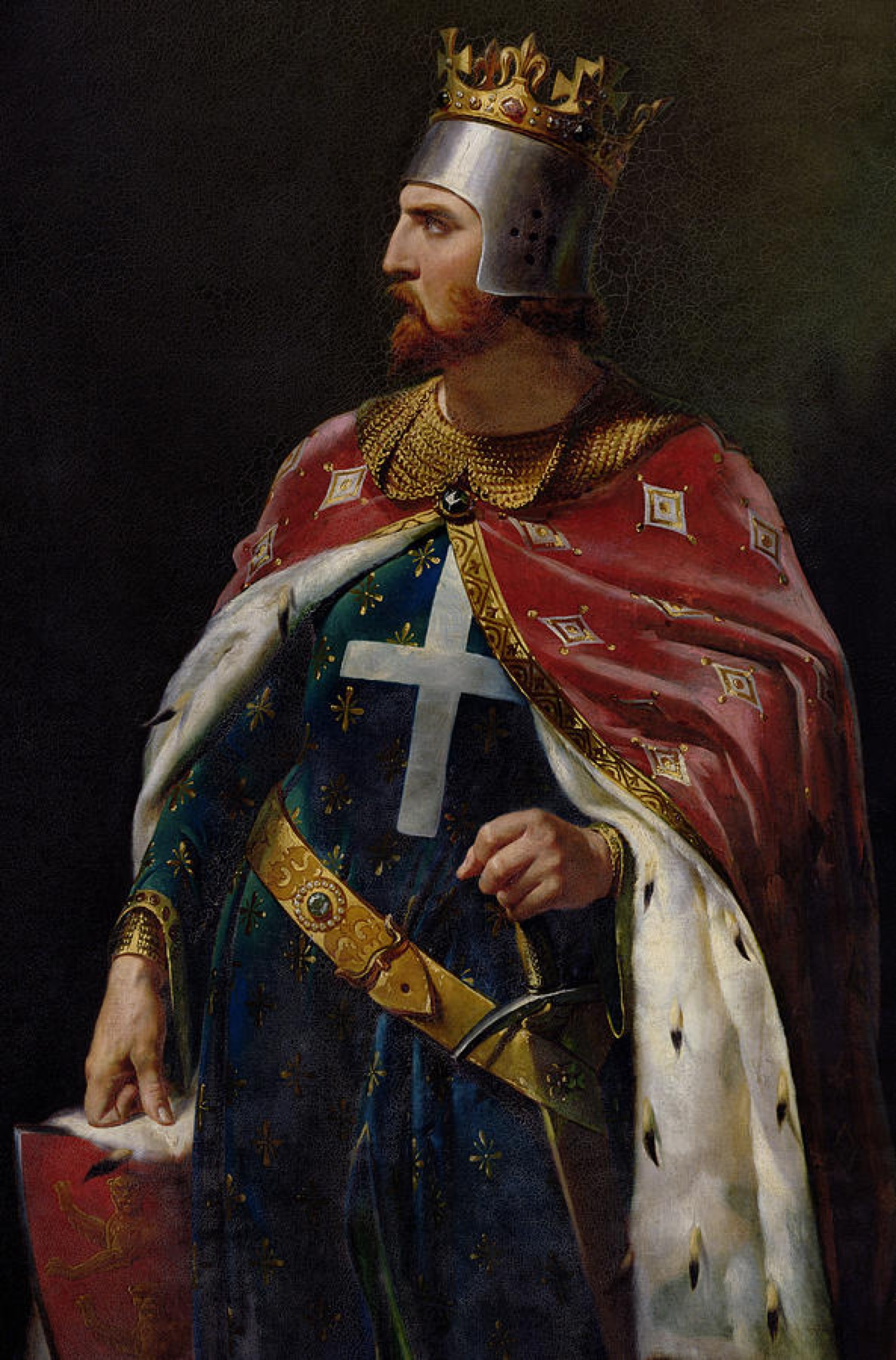
Richard Löwenherz

  - Arnac-Pompadour mit Schloss Pompadour – 11. Jahrhundert
  - Lubersac mit Kirche Saint-Étienne de Lubersac – 10. und 13. Jahrhundert
  - Ségur-le-Château mit der Burgruine Ségur – 14. und 15. Jahrhundert
- Département Haute-Vienne:
  - Coussac-Bonneval mit Schloss Bonneval – 13. bis 17. Jahrhundert
  - Saint-Yrieix-la-Perche mit Kollegiatstift Saint-Yrieix aus dem 11. Jahrhundert
- Département Dordogne
  - Jumilhac-le-Grand mit Schloss Jumilhac – 13. und 17. Jahrhundert
- Département Haute-Vienne:
  - Le Chalard mit Priorat Notre-Dame du Chalard – 11. und 12. Jahrhundert
  - Saint-Hilaire-les-Places mit Kirche Saint-Hilaire – 12. Jahrhundert
  - Nexon

### Dritter Ast
- Département Haute-Vienne:
  - Limoges mit der Kathedrale Saint-Étienne – 13. Jahrhundert
  - Solignac mit Abteikirche St-Pierre-St-Paul – 12. Jahrhundert
  - Saint-Jean-Ligoure mit Château de Chalucet – 12. Jahrhundert
  - Nexon

## Geographie

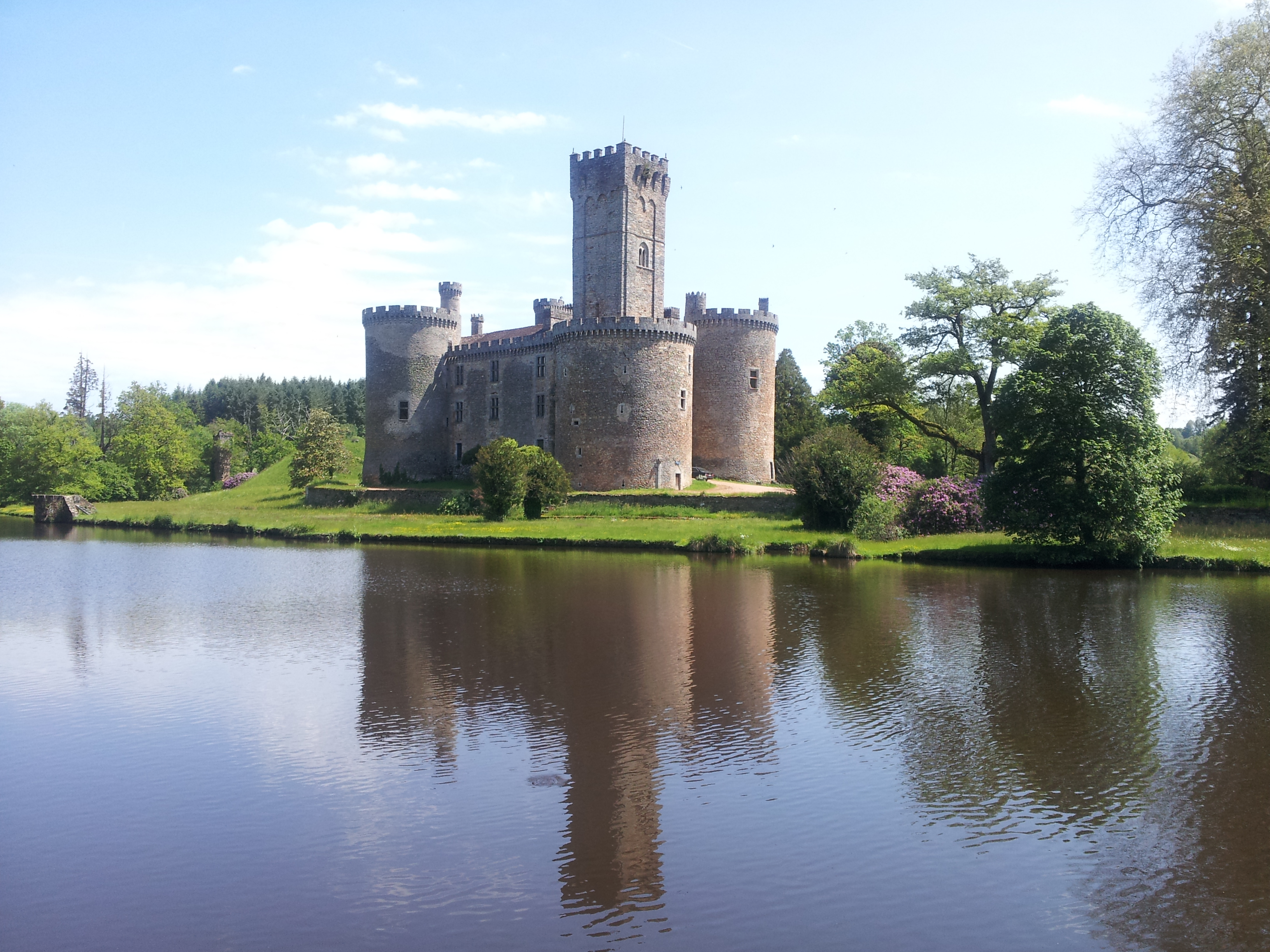
Die Burg Montbrun bei Dournazac liegt an der Tourismusstraße Richard Löwenherz

Landschaftsgeographisch beginnt der erste Ast der Tourismusroute in der Haute-Charente. Nach Überqueren der Vienne bei Chassenon wechselt die Route auf das Plateau von Rochechouart', das zum Plateau du Limousin gerechnet wird. Die Tardoire wird sodann südlich von Lavauguyon überquert. Bei Saint-Mathieu beginnt bereits der Höhenrücken der Monts de Châlus, dem der erste Ast bis an sein Ende in Nexon in östlicher Richtung folgt. Die durchlaufene Distanz beträgt in etwa 81 Kilometer. Der niedrigste Punkt der Strecke liegt mit 160 Meter an der Vienne, der höchste mit 546 Meter im Forêt de Lastours.
Der von Süden kommende zweite Ast durchzieht anfangs das südliche Plateau du Limousin, das von den nach Südwest abfließenden Auvézère, Loue und Isle entwässert wird. Nördlich von Le Chalard werden die Monts de Châlus erreicht und in nördlicher Richtung bis zum Endpunkt Nexon gequert. Die Gesamtstreckenlänge beträgt 83,5 Kilometer. Der tiefste Punkt entlang dieser Teilstrecke befindet sich mit 271 Meter an der Auvézère bei Ségur-le-Château, der höchste Punkt liegt mit 439 Meter südwestlich von Saint-Hilaire-les-Places in den  Monts de Châlus.
Der dritte Ast beginnt an der Vienne in Limoges und betritt sodann das nördliche Plateau du Limousin, das hier von der Briance, einem linksseitigen Nebenfluss der Vienne, nach Nordwesten entwässert wird. Am Endpunkt bei Nexon werden schließlich die Monts de Châlus erreicht. Die Gesamtstreckenlänge beträgt nur 37,5 Kilometer. Die tiefste Stelle liegt mit 223 Meter an der Vienne in Limoges, der höchste Punkt mit 416 Meter befindet sich bei La Plaine (Gemeinde Saint-Maurice-les-Brousses) kurz vor Nexon.

## Geologie
Die Tourismusroute Richard Löwenherz bewegt sich vollständig im kristallinen Grundgebirge des nordwestlichen Massif Central. Durchquert werden alle drei großen tektonischen Einheiten des Variszikums im Limousin: der parautochthone Saint-Mathieu-Dom, die Untere sowie die Obere Gneisdecke. Eine Besonderheit stellt der Krater von Rochechouart-Chassenon dar, der vor rund 200 Millionen Jahren durch den Einschlag eines Meteoriten in das Grundgebirge entstand. Neben hochmetamorphen Gneisen und Glimmerschiefern werden eine Vielzahl von magmatischen Gesteinen angetroffen wie beispielsweise Granite, Leukogranite und Quarzdiorite. Aber auch kleinere Reste ozeanischer Krustengesteine, die jetzt als Serpentinite und Amphibolite vorliegen, sind erhalten geblieben.
Der Ausgangspunkt des ersten Astes liegt auf dem Chirac-Étagnac-Granit, der in Gneise der sich hier treffenden Unteren und Oberen Gneisdecke intrudiert ist. Südlich der Vienne erscheinen dann flachliegende Auswurfbrekzien des Meteoritenkraters. Sie bedecken in mehreren Fazies weiterhin Paragneise der Unteren Gneisdecke, aber auch Granitoide wie beispielsweise den Saint-Gervais-Granit. Südlich von Saint-Gervais werden dann die Leukogranite des Chéronnac-Leukogranits und des Saint-Mathieu-Leukogranits berührt. Letzterer wird an seinem Ostrand bei La Forge (Saint-Mathieu) dann von der West-vergenten Unteren Gneisdecke überfahren. Die Untere Gneisdecke beginnt mit Glimmerschiefern der Parautochthonen Glimmerschiefereinheit. Auf sie folgen Augengneise, Leptynite und Paragneise, die ebenfalls West-vergent stark ineinander verfaltet sind. Eingeschuppt in diesen Faltenbau sind ozeanische Gesteine, wie z. B. Amphibolite und Serpentinite zwischen Cussac und Châlus. Kurz vor Les Cars am Ostabhang des Tuquet de la Garde überfährt die Obere die Untere Gneisdecke. Die Sohle der Gneisdecke besteht aus Paragneisen und amphibolitischen Schuppen. Ihre Hauptmasse wird jedoch hier vom feinkörnigen, monzonitischen Les-Cars-Granit gebildet, der bis Nexon ansteht.
Der zweite Ast beginnt in Paragneisen der Oberen Gneisdecke, die hier zum großräumigen, in östlicher Richtung streichenden Uzerche-Synklinorium eingefaltet sind. Die Obere Gneisdecke wurde in nördlicher Richtung auf eine Sattelstruktur der Unteren Gneisdecke (Meuzac-Antiklinorium) rücküberschoben. Zwischen Lubersac und Ségur-le-Château wird der zur Limousin-Tonalitlinie gehörende Lubersac-Quarzdiorit angetroffen. Unweit südlich von Coussac-Bonneval erfolgt dann der Wechsel auf die Untere Gneisdecke, die erst nördlich von Ladignac-le-Long wieder verlassen wird. Es erscheint jetzt erneut die Obere Gneisdecke, die mit Paragneisen und eingeschalteten Ophiolithresten des ehemaligen Limousin-Ozeans nach Süden aufgeschoben wurde. Zuletzt wird ab Saint-Hilaire-les-Places bis Nexon der Les-Cars-Granit durchquert.
Der dritte Ast setzt in flachliegenden anatektischen Gneisen des Limoges-Migmatitkomplexes ein, welche der Unteren Gneisdecke angehören. Nach Durchqueren des Aureil-Granits mit seiner außergewöhnlichen, nach Nordost entsendeten Gangschar werden vor Solignac die Paragneise (mit eingeschalteten Amphibolitbändern) und Leptynite der Oberen Gneisdecke vorgefunden. Nach kurzzeitigem Berühren des Saint-Jean-de-Ligoure-Diorits endet die Reise erneut im Les-Cars-Granit mit dem nördlich anhaftenden Aixette-Nexon-Quarzdiorit bei Nexon.